# Eadred Etheling
Eadred Ætheling (oko 993. – umro je do 1013. (staroengleski: Eadred Æþeling) je bio četvrti od šesti sinova kralja Ethelreda II. Nespremnog iz njegovog braka sa suprugom Aelfgifu od Yorka. O njegovom se životu zna vrlo malo. Ime mu se pojavljuje na listu br.14 v djela Liber Vitae kraljevske benediktinske opatije u New Minsteru.
Braća i sestre su mu bili:
Æthelstan Ætheling, Egbert Ætheling, Edmund II. Željeznoboki, Eadwig Ætheling, Edgar Aetheling Stariji, Edita, Ælfgifu, Wulfhilda i jedna opatica Wherwellske opatije kojoj se ime ne zna.
Polubraća su mu bili Edvard III. Ispovjednik, Alfred Ætheling, a polusestra mu je bila Goda.

## Vanjske poveznice
- "Eadred 21 (Male)." Prosopography of Anglo-Saxon England[neaktivna poveznica].(poveznica nije više aktivna)